# Louis François Jean Chabot
Il barone Louis François Jean Chabot (Niort, 27 aprile 1757 – Sansais, 11 marzo 1837) è stato un generale francese.
Raggiunse il grado di generale di divisione. Nel marzo del 1789 era al comando delle forze francesi a difesa di Corfù quando una coalizione russo-ottomana riuscì a conquistare l'isola dopo quattro mesi di assedio.